# Necessary Illusions
Necessary Illusions é um livro escrito pelo linguista e ativista político Noam Chomsky e publicado em 1989, que trata sobre o poder político usando propaganda para distorcer e desviar a atenção de questões importantes para manter a confusão e a cumplicidade, evitando que a democracia real se torne efetiva. O título deste livro toma emprestado uma frase dos escritos de Reinhold Niebuhr.